# イブン・ザイドゥーン
イブン・ザイドゥーン（Ahmad Ibn Abdallah Ibn Zaidun 1003年 - 1071年）は、アンダルスのウマイヤ朝に仕えた詩人・政治家。アンダルス時代のイベリア半島を代表する詩人の一人である。
コルドバの名家に生まれる。ムハンマド3世の宮廷に仕え、その娘の王女ワッラーダの秘書官となる。ほどなく彼女と恋仲となって、王の目を盗んで王女と逢引を繰り返し、文学史上に残る数々の相聞歌を残す。
やがてワッラーダがイブン・アブドゥースに心を移したため、これに憤慨して彼を非難する書簡をしたためたが、これもまた文学史上に残る傑作となった。しかし、そのことが原因で投獄され、亡命を余儀なくされる。一時は許されてコルドバに帰ったが、1049年にセビリアに移住。当地で再び立身し、大臣までに上り詰め、二十数年を経て当地で歿した。
イブン・ザイドゥーンとワッラーダの相聞は、後ウマイヤ朝末期のアンダルシア宮廷内における、イスラーム王朝らしからぬ自由な雰囲気を現代に伝えるものであると言える。また、文学史上では「ザジャル」という形式の創始者とされ、後世の歴史家イブン・ハルドゥーンもその功績を高く評価している。